# Уиндроуз Еърлайнс
Авиокомпания „Роза на вятъра“ (на украински: Авіакомпанія „Роза вітрів“, на английски: Windrose Airlines) e украинска авиокомпания, чиято основна дейност е организирането и изпълнението на корпоративни, туристически и VIP полети. Базово летище е международното летище Киев „Бориспол“. Основните направления са Западна Европа, Близкия изток и ОНД.

## История
Авиокомпанията е основана на 28 октомври 2003 г. със седалище в Киев, Украйна. Изпълнява чартърни полети от големите градове на Украйна. От 2003 г. авиокомпанията изпълнява чартърни полети до Европа и Близкия изток.
От 2011 г. са открити редовни полети до Москва и Калининград. През 2012 г. авиокомпанията избира своята основна специализация – изпълнението на чартърни полети. От 2003 г. тя е лицензирана да извършва редовни полети.
През юли 2013 г. авиокомпанията въвежда в експлоатация широколентов самолет на дълги разстояния Еърбъс A330-223 (UR-WRQ). През януари 2018 г. той е върнат на DAE Capital.
Авиокомпанията е ребрандирана през декември 2019 г. През юни 2020 г. компанията започна да извършва вътрешни полети със самолети Ембраер ERJ 145.
От юли 2020 г. компанията започва да използва ATR 72 на вътрешни полети.

## Дестинации
„Уиндроуз Еърлайнс“ извършва редовни и чартърни полети от и до следните дестинации:
Австрия
- Залцбург

Хърватия
- Дубровник
- Пула
- Сплит
- Загреб

Египет
- Хургада
- Шарм еш-Шейх

Финландия
- Китиля
- Рованиеми

Италия
- Бреша

Черна гора
- Тиват

Северна Македония
- Скопие

Румъния
- Букурещ

Сърбия
- Белград

Словения
- Любляна

Испания
- Тенерифе

Турция
- Анталия

Украйна
- Днипро
- Ивано-Франкивск
- Харков
- Киев
- Лвов
- Николаев
- Одеса
- Ужгород

## Флот
Към юни 2020 г. флотът на „Уиндроуз Еърлайнс“ включва следните самолети:
| Самолет         | В експлоатация | Поръчани | Пътнически места | Бележки               |
| --------------- | -------------- | -------- | ---------------- | --------------------- |
| Еърбъс A320-200 | 1              | 1        | 180              |                       |
| Еърбъс A321-200 | 5              | –        | 218              |                       |
| ATR 72-600      | 4              | 2        | 78               |                       |
| Ембраер 145     | 3              | –        | 48/49            | Предстои пенсиониране |
| Hawker 800XP    | 2              | –        | 8                |                       |
| Общо            | 13             | 3        |                  |                       |

В миналото „Уиндроуз Еърлайнс“ използва Еърбъс A330-200, 3 броя McDonnell Douglas MD-82 и 1 брой McDonnell Douglas MD-83.